# Nikita (serie televisiva 1997)
Nikita (La Femme Nikita) è una serie televisiva canadese  ideata da Joel Surnow e Robert Cochran, tratta dal film Nikita di Luc Besson.
Originalmente prodotta in Canada e trasmessa con il titolo Nikita su CTV, in seguito è stata trasmessa anche negli Stati Uniti sulla rete USA Network in cinque stagioni da gennaio 1997 a marzo 2001, grazie alla coproduzione di Warner Bros. e Fireworks Entertainment.
Trasmessa in Italia da Rai 2, dal 23 giugno 1999 al 13 settembre 2002 in prima serata per le prime due stagioni, poi in seconda serata per la terza, la quarta e la quinta stagione.

## Trama
La serie televisiva narra le vicende di una giovane che viene reclutata da una segretissima organizzazione antiterroristica chiamata Sezione Uno, dopo essere stata ingiustamente accusata dell'omicidio di un poliziotto. L'ambientazione della serie è situata a Parigi, dove Sezione Uno opera nella penombra più totale per mantenere e proteggere la pace nel mondo.

### Prima stagione
La prima stagione si apre con il reclutamento di Nikita da parte di Sezione Uno e prosegue con il suo addestramento ad opera del suo reclutatore, trainer e mentore Michael con il quale si instaura subito un legame particolare. Nikita diventa man mano il killer che la Sezione si aspettava, grazie anche all'aiuto e la protezione di Michael, e non senza essere vittima di un grande conflitto interiore che la spinge sempre a mettere in discussione la moralità ed i metodi usati dalla Sezione e a lottare per mantenere viva in sé la propria anima e la propria umanità.
Nel momento in cui Nikita sembra voler chiudere con Sezione Uno e farla finita suicidandosi, Michael le prospetta una via di fuga dalla Sezione durante una missione suicida alla quale Nikita era stata assegnata. La stagione si conclude così con la liberazione di Nikita e la possibilità di una vita diversa.

### Seconda stagione
La seconda stagione esordisce con un salto temporale di sei mesi avanti dopo l'ultima missione di Nikita. In Sezione Uno Michael non è più l'agente operativo perfetto, pensa ancora a Nikita che crede morta, e i suoi standard calano visibilmente, tanto che rischia di essere annullato, cioè ucciso e il suo cadavere distrutto. Michael non riesce a darsi per vinto e continua a tentare di contattare Nikita, ma i suoi numerosi messaggi cadono nel vuoto.
Durante una missione, però, Michael si trova in una situazione critica ed è proprio Nikita a comparire salvandogli la vita. I due si accordano per un incontro clandestino durante il quale finalmente rivelano i loro sentimenti. Nikita, di nuovo felice, fa ritorno in Sezione Uno, ma ancora una volta scopre che all'interno dell'organizzazione la vita per lei e Michael non sarà mai come lei la vorrebbe. Michael torna ad essere l'efficiente operativo di sempre che non lascia spazio ai propri sentimenti per Nikita.
Tra missioni ed alti e bassi tra i due, la seconda stagione si conclude ancora una volta con una sentenza di morte per Nikita, che esita a sacrificare Adriana come vorrebbe la Sezione Uno. Michael, che questa volta non può fare nulla, le offre ancora una volta la fuga dalla Sezione, ma Nikita rifiuta, pronta ad andare incontro alle conseguenze del suo tradimento, i due così si salutano.

### Terza stagione
La terza stagione inizia con Nikita alle prese con incessanti missioni. Operations, capo della sezione, non l'ha ancora annullata per il suo tradimento solo perché conta sulla possibilità che venga uccisa sul campo.
Nikita sospetta qualcosa e nel cercare Michael per averne assistenza, scopre che quest'ultimo è sposato e ha un figlio, Adam. Nikita rimane sbigottita e solo dopo aver risolto il problema del suo annullamento, poi ritirato da Operations, riesce a sapere la verità da Michael: il matrimonio è parte di una missione che dura da ben sette anni, missione in cui verrà coinvolta anche Nikita stessa. L'incarico avrà buon esito, ma per Michael significa dire addio al bambino, cosa che lo getta in una cupa disperazione. Sarà Nikita a dargli un valido motivo per andare avanti, e da qui ha inizio la loro storia d'amore, rimasta sempre incompiuta.
Tra momenti di difficoltà e intensi momenti di tenerezza, i due operativi vengono ostacolati in ogni modo da Operations, affiancato da Madeline, i quali non accettano la relazione tra Nikita e Michael, convinti che il loro livello di operatività, seppur di pochissimo, venga influenzato negativamente. Per realizzare questo intento, Operations permette a Madeline di usare il processo Gelman su Nikita, una specie di lavaggio del cervello che cancellerà ogni tipo di emozione e di sentimento all'interno della ragazza, trasformandola in una operativa perfetta.
La terza stagione termina così, con i due protagonisti nuovamente divisi a opera della Sezione Uno, e per quanto i sentimenti di Nikita appaiano neutralizzati, Michael promette a se stesso che non è finita.

### Quarta stagione
La quarta stagione riprende con Michael che, tra missioni varie, non smette di cercare il modo di salvare Nikita, la quale è ora l'operativa perfetta: esegue gli ordini e non si rimette più ai propri sentimenti come faceva prima.
Michael, che riesce a trovare un modo per ridarle la memoria, con uno stratagemma la sequestra e la conduce in un luogo isolato e nascosto, dove, dopo una difficile cura, riesce a ridarle i suoi sentimenti perduti. Finalmente i due operativi si sono ritrovati e si promettono nuovo amore.
Rientrati in Sezione Uno, le missioni procedono e i due operativi decidono di essere prudenti, finché non si presenta nuovamente una sorta di via di fuga. Nikita ha trovato un modo per andarsene e riesce a convincere Michael a seguirla fuggendo dall'Organizzazione. I due trascorrono bellissimi momenti di libertà, ma che durano poco. Ben presto la Sezione Uno li ritrova e riesce a riportarli dentro.
A questo punto si viene a scoprire che Nikita lavora sotto copertura per un'entità superiore ad Operations: Mr. Jones. Le viene chiesto di fare la valutazione del personale e non può risparmiare una missione suicida a Michael che ha sempre anteposto l'incolumità della donna al proprio dovere nei confronti della Sezione. A Michael, che si sente tradito da colei alla quale ha sempre donato se stesso, non resta che acconsentire e svolgere il suo ultimo incarico. Pronto a farsi esplodere, viene raggiunto da Nikita che lo salva, donandogli la definitiva libertà.
Michael le chiede di seguirlo ma Nikita rifiuta, confessandogli che il suo amore non era che una copertura. Michael, sbalordito dalla rivelazione, sparisce per sempre.

### Quinta stagione
La quinta stagione si apre con un salto di diversi mesi in avanti, Nikita scopre finalmente la vera ragione per cui è dentro la Sezione Uno e che suo padre è Mr. Jones. Scopre che fu proprio lui a volerla in Sezione Uno e ad architettare il suo reclutamento.
Nel frattempo Operations, non persuaso della morte di Michael nella missione suicida, anzi, convinto che Nikita non avrebbe mai lasciato morire il suo grande amore, cerca di opporsi alla donna. Proprio in questo clima si scopre che in Sezione Uno c'è una fuga di notizie, e si sospetta di una talpa all'interno dell'organizzazione. A Nikita viene affidato il compito di scovarla e senza troppe sorprese scopre che si tratta di Michael, il quale chiede di rientrare in Sezione Uno.
Rientrato, rivela che un'organizzazione terroristica ha preso il figlio Adam e il solo modo per riaverlo è quello di consegnare Mr. Jones. I due organizzano un primo piano che fallisce, così a Nikita non resta che lasciare andare il padre appena ritrovato per salvare la vita al figlio di Michael, confidando di poter liberare in seguito il padre. Prima di acconsentire allo scambio, però, Mr. Jones consegna le chiavi della Sezione Uno alla figlia, la quale a questo punto non può che promettergli di prendere il suo posto a capo dell'Organizzazione. Purtroppo, durante lo scambio Adam si salva mentre il padre di Nikita viene ucciso davanti agli occhi di lei.
Nikita è costretta ancora una volta a sottostare a un volere non suo. Michael è costretto a lasciarla per il benessere del figlio e i due devono ancora una volta dirsi addio, un addio straziante in cui però si ripromettono di ritrovarsi un giorno quando Adam non avrà più bisogno del padre.
La serie si chiude con una Nikita in completo nero che sul ponte di comando osserva la Sezione Uno: ora è lei il nuovo Operations.

## La Sezione Uno
La storia e gli avvenimenti si svolgono all'interno di Sezione Uno: l'organizzazione antiterroristica segreta per la quale lavorano i personaggi, ma gerarchicamente la Sezione è subordinata innanzitutto alla Supervisione con a capo George ed in primo luogo al Centro con a capo Mr. Jones.

## Personaggi e interpreti
- Nikita (stagioni 1-5), interpretata da Peta Wilson doppiata da Alessandra Korompay.
- Michael Samuelle (stagioni 1-5), interpretato da Roy Dupuis, doppiato da Fabio Boccanera.
- Operation/Paul L. Wolfe (stagioni 1-5), interpretato da Eugene Robert Glazer, doppiato da Franco Zucca.
- Madeline (stagioni 1-5), interpretata da Alberta Watson, doppiata da Claudia Balboni.
- Seymour Birkoff/Jason Crawford (stagioni 1-5), interpretato da Matthew Ferguson, doppiato da Alessandro Tiberi.
- Walter (stagioni 1-5), interpretato da Don Francks, doppiato da Werner Di Donato.
- Katherine "Kate" Quinn (stagioni 4-5), interpretata da Cindy Dolenc.

### Guest star
- Carlo Rota interpreta Mick Schtoppel (stagioni 1-4), Mr. Jones (stagioni 4-5) e Reginald Martin Henderson (stagione 5)
- Lindsay Collins interpreta Elizabeth (stagioni 1-5)
- Josh Holliday interpreta Henry (stagioni 1-2-3-5)
- Anais Granofsky interpreta Carla (stagioni 1-2)
- Bruce Payne interpreta Jurgen (stagione 2)
- Siân Phillips interpreta Adrian (stagioni 2, 4)
- David Hemblen interpreta George (stagioni 3-4)
- Lawrence Bayne interpreta Davenport (stagioni 3-4)
- Kris Lemche interpreta Greg Hillinger (stagioni 2-4)
- Stephen Shellen interpreta Marco O'Brien (stagioni 1, 5)
- Samia Shoaib interpreta Elena (stagioni 3-4)
- Evan Caravela interpreta Adam (stagioni 3-5)
- Cindy Dolenc interpreta Katherine "Kate" Quinn (stagione 4)
- Edward Woodward interpreta Mr. Jones/Philip, nome in codice 'Flavius' (stagione 5)
- Juliet Landau interpreta Sarah Bayline in Prima che io dorma (stagione 3)
- Adam Ant interpreta Simon Crachek in Amare e tradire (stagione 3)

## Episodi
Gli episodi sono in totale 96 divisi in 5 stagioni. Le prime quattro stagioni composte da 22 episodi l'una, la quinta stagione composta da solo 8 episodi.
| Stagione         | Episodi | Prima TV originale | Prima TV Italia |
| ---------------- | ------- | ------------------ | --------------- |
| Prima stagione   | 22      | 1997               | 1999            |
| Seconda stagione | 22      | 1998               | 2000            |
| Terza stagione   | 22      | 1999               | 2001            |
| Quarta stagione  | 22      | 2000               | 2001            |
| Quinta stagione  | 8       | 2001               | 2002            |

Gli autori della serie tv hanno deliberatamente scelto di utilizzare i titoli per ogni serie componendoli con lo stesso numero di parole del numero della serie di riferimento; ovvero per la prima serie i titoli sono composti da una sola parola, per la seconda da due parole, per la terza da tre parole, per la quarta da quattro e per la quinta da cinque.

## Musiche
Una parte delle musiche che fanno da colonna sonora al telefilm sono suddivise in tre CD. Il CD ufficiale di "La Femme Nikita", il CD con le musiche composte appositamente da Sean Callery ed un CD addizionale con una collezione più estesa delle musiche usate nella serie.

## Riconoscimenti

### 1998 - Saturn Award
1. Nominata miglior attrice del genere tv - Peta Wilson
2. Nominata miglior prestazione co-protagonista - Alberta Watson
3. Nominato miglior fotografia - Nikos Evdemon
4. Nominato miglior costumista - Laurie Drew
5. Nominato miglior regia per serie drammatica - Jon Cassar
6. Nominato miglior prestazione co-protagonista - Matthew Ferguson
7. Nominata miglior prestazione nel ruolo protagonista e prolungato - Peta Wilson
8. Nominato miglior produzione e design in serie drammatica - Rocco Matteo
9. Vinto miglior costumista - Laurie Drew
10. Vinto miglior attore guest star nella puntata 1.12 Innocente - Maury Chaykin
11. Vinto miglior attrice guest star nella puntata 1.11 Soccorso - Nancy Beatty

### 1998 - Canadà Choice Awards
1. Nominati Jay Firestone e Jamie Paul Rock

### 1999 - Gemini Awards
1. Nominato miglior costumista Laurie Drew
2. Nominato miglior sound per la serie drammatica - Allen Ormerod, Steve Baine, Dan Latour e Scott Shepherd
3. Nominata miglior prestazione nel ruolo protagonista e prolungato - Peta Wilson

### 2000 - Gemini Awards
1. Nominata miglior costumista - Laurie Drew
2. Nominati miglior sound per la serie drammatica - Rose Gregoris, Craig Heinghan, Steve Baine e Jill Purdy
3. Vinto miglior sound per la serie drammatica - Dan Lautor, Scott Shepherd, Allen Ormerod

## Materiali correlati

### DVD
Tutte le cinque serie di Nikita sono state messe in commercio dalla Warner Bros. in formato DVD in lingua originale a partire dall'8 luglio 2003; ogni stagione occupa 6 dvd, eccezion fatta per la quinta che ne contiene 3. Nelle reinterpretazioni dei DVD viene usato il titolo USA/International, La Femme Nikita.
| Dvd e contenuto in lingua originale | Data di pubblicazione | Data di pubblicazione | Data di pubblicazione |
| Dvd e contenuto in lingua originale | Region Free           |                       |                       |
| La prima stagione completa (sottotitoli: inglese e francese) - Disco 1: Nikita, Amiche, Simone - Disco 2: Carità, Madre, Amore, Tradimento - Disco 3: Fuga, Il Sig.Gray, La Scelta, Soccorso - Disco 4: Innocente, La Recluta, Gambit, Ossessione - Disco 5: Rumori di fondo, Guerra, Soccorso, Voci - Disco 6: Flashback, Verdetto, Grazia, Scene cancellate, Documentario sulla realizzazione di Nikita | 8 luglio 2003         |                       |                       |
| La seconda stagione completa (sottotitoli: inglese e francese) - Disco 1: Il ritorno, Agente speciale, Jurgen, Un secondo dalla fine - Disco 2: Nuovo regime, Fermate Michael, René, Un paese al buio - Disco 3: La bomba, Ultima missione, Il figlio perduto, Il segreto di Terry - Disco 4: Amnesia, Lisa, Ragazzo prodigio, L'informatore - Disco 5: Virus letale, La rivale, Julia, Esule - Disco 6: Adriana, Partita finale, Scene cancellate, Gag Reel | 15 marzo 2005         |                       |                       |
| La terza stagione completa (sottotitoli: inglese e francese) - Disco 1: Cercando Michael, Un'altra vita, Una morte annunciata, Ai cancelli dell'inferno - Disco 2: La clonazione, Nikolai, La replicante, Radici - Disco 3: Scivolando nel buio, Libero arbitrio, Roberta, Amare e tradire - Disco 4: Oltre il recinto, Realtà in sogno, Prima che io dorma, Ricordo Parigi - Disco 5: Scelte difficili, Il terzo incomodo, Birkoff, Il drago a tre teste - Disco 6: Giocare con il fuoco, Tempo rubato, Progettazione di Nikita con Rocco Matteo, Gag Reel | 28 giugno 2005        |                       |                       |
| La quarta stagione completa (sottotitoli: inglese e francese) - Disco 1: Ti salverò dall'oblio, Non ci sono più missioni, Il Giardino di Adriana, Dentro lo specchio, Scene cancellate - Disco 2: Un uomo di troppo, Matrimonio d'onore, Patto con il diavolo, Nessuno vive per sempre, Scene cancellate - Disco 3: Un sentiero accidentato, Sezione quattro, Il tempo degli eroi, L'inferno non conosce furia - Disco 4: Un bacio di addio al passato, Linea nella sabbia, Annulla, riprova, tralascia, elimina, Una stella cadente - Disco 5: A letto con il nemico, Il giocattolo di Henry, Time out mentale, Un volto allo specchio, Scene cancellate - Disco 6: Alla luce del sole, Quattro anni luce dopo, Scene cancellate, Gag Reel | 25 luglio 2006        |                       |                       |
| La quinta stagione completa (sottotitoli: spagnolo e francese) - Disco 1: Tutto come prima, La ragazza che non c'era, La scoperta, Scene cancellate - Disco 2: Palcoscenico, L'eminenza grigia, Il male degli uomini, Scene cancellate - Disco 3: Il figlio, Ogni cosa a suo tempo, Scene cancellate, Stagione 5 Declassificati documentario | 17 ottobre 2006       |                       |                       |

- L'uscita della seconda stagione in lingua inglese era stata originalmente pianificata per il 20 luglio 2004, ma la Warner Bros. non riusciva ad ottenere la licenza della canzone Loaded gun degli Hednoize, usata nell'episodio 2.18 Off profile (alcuni siti web hanno scritto che la canzone era dei Garbage, ma non è esatto). Questo è stato risolto sostituendo alla fine la canzone con un altro pezzo di musica. Un piccolo numero di copie della seconda stagione sono state distribuite e vendute nel 2004 con la canzone Loaded gun prima che venissero ritirate dai negozi e da internet.

A partire dal 4 novembre 2008 finalmente la Warner Bros., a seguito delle tante insistenze fatte dai fans Italiani, ha deciso di avviare la pubblicazione e la vendita anche dei cofanetti DVD in lingua italiana. A disposizione quindi per l'acquisto il cofanetto da 6 dvd della prima stagione della serie tv in formato 4:3, lingue: italiano, inglese, tedesco e spagnolo.
| Dvd e contenuto in lingua Italiana | Data di pubblicazione | Data di pubblicazione | Data di pubblicazione |
| Dvd e contenuto in lingua Italiana | Region Free           |                       |                       |
| La prima stagione completa (lingua: Italiano, Inglese, Spagnolo e Tedesco sottotitoli: Italiano, Spagnolo, Ceco, Danese, Olandese, Finlandese, Norvegese, Polacco, Svedese, Portoghese, Italiano per non udenti, Inglese per non udenti e Tedesco per non udenti) - Disco 1: Nikita, Amiche, Simone - Disco 2: Carità, Madre, Amore, Tradimento - Disco 3: Fuga, Il Sig. Gray, La Scelta, Soccorso - Disco 4: Innocente, La Recluta, Gambit, Ossessione - Disco 5: Rumori di fondo, Guerra, Soccorso, Voci - Disco 6: Flashback, Verdetto, Grazia, Scene cancellate, Documentario sulla realizzazione di Nikita | 4 novembre 2008       |                       |                       |

### Libri
Grazie a PovPress(EN)  è stato pubblicato nel mese di novembre 2006 il libro Inside Section One realizzato da Christopher Heyn (assistente del consulente esecutivo di La Femme Nikita). Inside Section One è composto da 408 pagine compresi l'appendice e l'indice. Comprende oltre 60 interviste con membri del cast, e con l'équipe e ben 275 foto ed illustrazioni. Esplora tutti i 96 episodi a partire dallo sviluppo del manoscritto sino alle sfide per la produzione ed il lancio dell'episodio che l'équipe si trovava ad affrontare ogni settimana. Tutto questo descritto da ognuno durante le cinque stagioni della serie. Inside section one è la celebrazione del lavoro svolto dietro la serie tv, dai dettagli e dalla ricerca nell'ambiente creativo all'abilità delle persone necessaria per la produzione.